# 昆斯费里大桥
昆斯费里大桥（英語：Queensferry Crossing），原名“福斯新通道”（英語：Forth Replacement Crossing），位于英国苏格兰，是一座跨海公路桥梁，紧邻现有的福斯公路大桥，是M90公路（
 欧洲E15公路的一部分）跨越福斯湾的通道，连接南岸爱丁堡的南昆斯费里与北岸法夫的北昆斯费里。
兴建第二条福斯公路通道的设想最早于1990年代被提出，但由于2005年发现了福斯公路大桥存在的结构性问题，因此该计划被提前了。兴建新桥的决定在2007年底做出，并于次年宣布，现有桥梁将被保留用于公共交通。福斯通道法案在2011年1月获得了英国王室的御准，于2011年9月开工建设。
昆斯费里大桥为三塔斜拉桥，全长2.7（1.7英里），新建连接道路约4（2.5英里），包括新建和升级在法夫费里收费站和爱丁堡南昆斯费里的枢纽立交，以及M9公路的1a枢纽。它将成为继1890年建成的福斯桥，和1964年建成的福斯公路大桥之后，第三座在昆斯费里跨越福斯湾的桥梁。大桥于2013年6月26日被正式命名，2017年8月27日建成，2017年8月30日通车。

## 背景
福斯公路大桥于1964年开通，取代了一个世纪以来的跨海轮渡。至1990年代初，苏格兰事务部编制了“建设福斯”（Setting Forth）咨询文件，其中一部分提出在昆斯费里增建一条公路通道的规划。但该计划遭到来自环保主义者和爱丁堡市议会以交通量过大为由的强烈反对。随着工党赢得1997年英国大选，该提案被搁置。

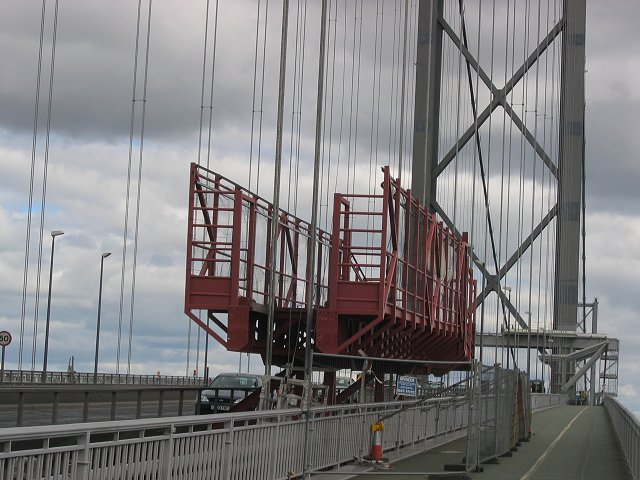
福斯公路大桥索缆完好性检测

福斯公路大桥原本规划的设计寿命为120年，但是到了21世纪最初几年，大桥的实际负荷经常超出其理论承载能力：设计年最大通行能力为1,100万辆，但2006年时，全年的实际车流量已经稳步上升至2,300万辆。2003－2005年间，一项检测发现，主悬索由于受到腐蚀已损失了大约8-10%的强度。预估还突出显示强度有加速损失的可能性，最糟糕的情况是，需要在2014年开始采取交通限行以减轻桥梁负荷。
公路大桥对于战略运输的重要性不言而喻，而一座新跨海通道的建设预计长达11年之久，如果主要的结构工程无法取得成功，同时面临2019年大桥封闭的威胁，这引发了对于严重经济后果的普遍担忧。苏格兰交通与电信大臣尼科尔·斯蒂芬于2003年委托的一项新研究表明，第二座福斯公路大桥的造价达3亿英镑，福斯河口交通管理局于2005年表示支持建设新桥，随后在2006年，英国交通大臣阿利斯泰尔·达林（戴理德）也发言支持这一想法。

## 筹建

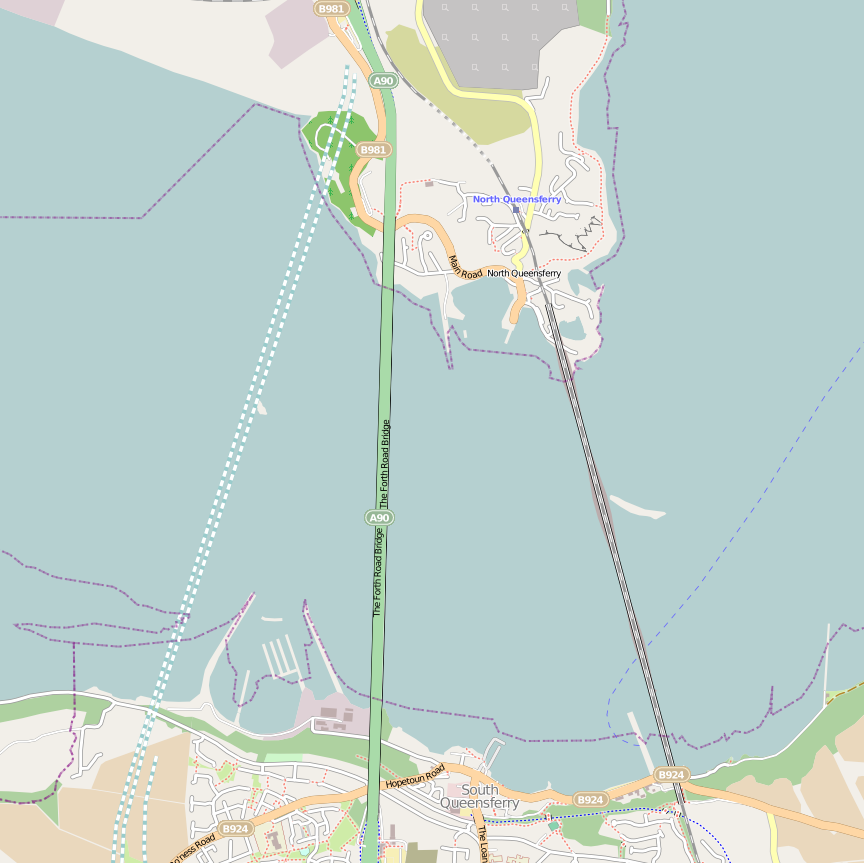
昆斯费里大桥（左）与福斯公路大桥（中）、福斯桥（右）的位置关系

### 规划
2007年，苏格兰运输署委托开展了“福斯新通道研究”，论证新建跨福斯湾桥梁或隧道的各种方案。报告推荐采用在福斯公路大桥以西新建一座斜拉桥作为首选解决方案。这项研究的结论是：此方案比隧道大幅节省成本，建造时间更短，代表着更高的性价比，尽管有人指出，隧道会对环境产生较小的影响。2007年12月，苏格兰财政和可持续增长内阁大臣约翰·斯温尼宣布，将兴建一座新的斜拉桥，预计成本在32.5－42.2亿英镑之间，他声称这将是“苏格兰当代最大的建设项目”。
一家由奥雅纳和嘉科组成的合资企业被任命为该项目的经营公司，2008年2月，环境和技术评估开始，并一直持续到2009年，而后开展了公共征询，就所收到的意见做出回应，对方案进行了一些调整。环境影响评价于2009年11月发布，恰逢约翰·斯温尼在苏格兰议会提交“福斯通道草案”之际。2010年12月16日，大多数苏格兰议会成员投票支持新的立法，“福斯通道法案”于2011年1月获得了御准。

### 招标
2009年，苏格兰运输署对大桥项目进行了招标。虽然苏格兰运输署收到了39份意向书，但出于对固定价格合同所带来风险的担忧，最终仅有两家大型建筑公司的财团进行了投标。由于投标人忧虑，投标过程本身就被证明是一项高投入的事项，苏格兰政府拨款1000万英镑，在整个招标过程期间支付投标人的费用。
两家财团分别是：由摩根·辛达尔、巴姆·纳托尔和鲍佛贝蒂组成的“福斯跨”（Forthspan），以及由ACS、豪赫蒂夫、美国桥梁和莫里森建筑组成的“福斯通道大桥建筑商”（FCBC）。双方于2011年1月递交了主合同标书，价值在9－12亿英镑之间，包括设计和建设桥梁及两侧的连接道路。2011年3月，苏格兰政府宣布FCBC成为第一中标人，中标价格7.9亿英镑。
除主合同外，另外两个较小的合同也成为方案的组成部分。为法夫交通管理实现智能运输系统（ITS）的合同，被约翰·格雷厄姆（德罗莫尔）有限公司（John Graham (Dromore) Ltd.）以1,290万英镑的价格中标；而升级M9公路1a枢纽的合同由约翰·西斯克（John Sisk）和路桥（Roadbridge）组成的一家合资公司赢得，中标价2,560万英镑。连同主合同在内，收到的投标价均低于原先估计的预算。

## 建设

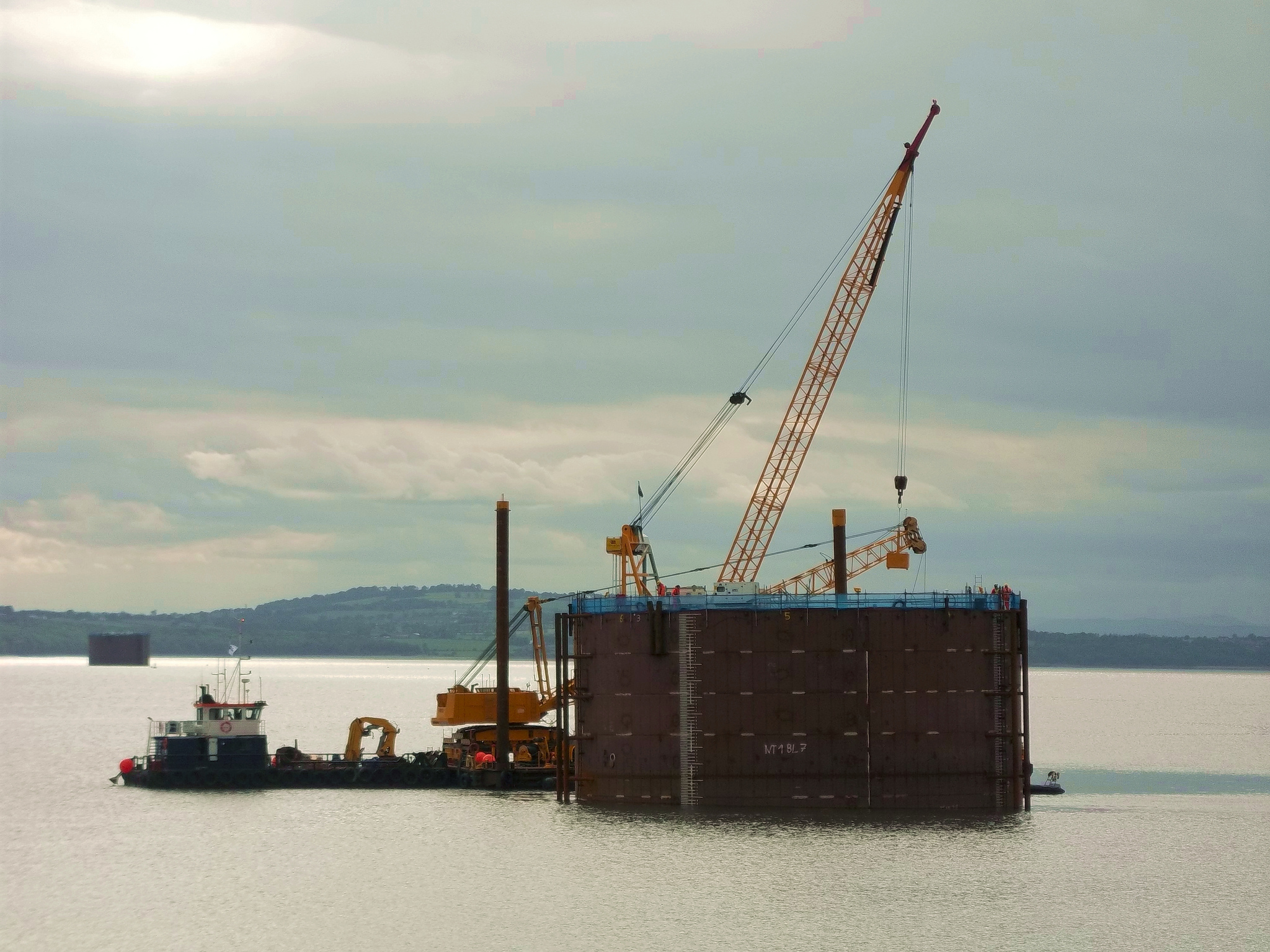
北桥塔沉井吊装

新建大桥的前期准备工作于2011年9月开始，在M90公路的南端修建北接线公路的工程也同时动工。大桥建设周期为5年半，计划于2016年底开通。2012年，承建商宣布，视天气情况，大桥可望提前一年建成。
主桥面由149个节段组成，每个节段长12（39英尺），宽40（130英尺），均在中国和西班牙建造，然后于2013年10月海运到工地，而引桥钢节段由位于达灵顿的克利夫兰桥梁英国有限公司制造。
至2015年1月，大桥的三座主塔建设均已达到总高度的一半，与此同时，整个大桥的桥面安装已完成10%。

## 桥梁

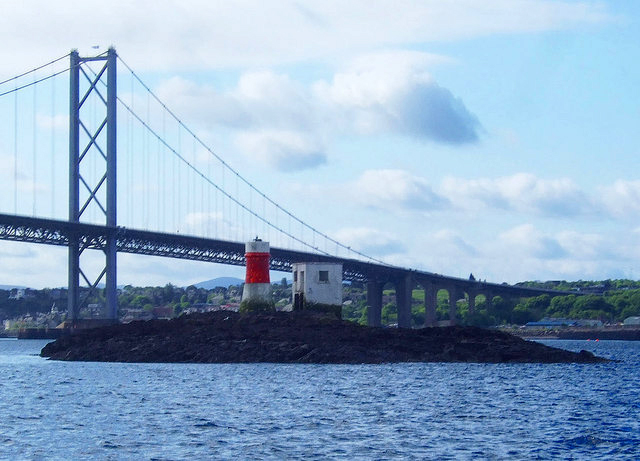
灯塔被移除之前的比默尔礁，是大桥中塔塔基所在的位置。

昆斯费里大桥设计为斜拉桥结构，三座主塔均高207（679英尺）。包括引桥在内，桥梁总长2.7（1.7英里），桥上路面按高速公路标准设计，双向四车道，并设置应急车道（路肩）。新建大桥将用于摩托车、汽车及重型货车的通行，而公交车、自行车及行人仍将使用原有桥梁。根据设计，大桥将设置挡风屏，以保证大桥在7级强风的天气下也能使用，而原有桥梁常常受制于此。
大桥将成为昆斯费里第三座跨越福斯湾的通道，旁边的福斯公路大桥建成于1964年，福斯铁路桥则建成于1890年。它位于福斯公路大桥的西侧，北岸登陆点在圣玛格丽茨霍普，地处法夫的罗塞斯船厂与北昆斯费里之间；南岸登陆点在爱丁堡南昆斯费里的埃德加港西侧。中塔建在福斯湾中的一个小岛礁——比默尔礁（Beamer Rock）上。项目最初被称为“福斯新通道”，2013年，公众从独立顾问小组提供的名单中投票选择新大桥的名称，这份名单包括5个候选名称：喀里多尼亚大桥、福斯湾大桥、昆斯费里大桥、圣安德烈十字大桥以及圣玛格丽茨大桥。公众投票截止到2013年6月7日，“昆斯费里大桥”的名称获得了最多选票：37,000张总选票中的12,039张。

## 接线公路
一批新建和改造的公路将使大桥接入现有的公路网，其中新建接线公路约4（2.5英里），这些新建公路将首次并入M9和M90公路，连同昆斯费里大桥一起，按照高速公路标准修建。新大桥通车前，M90公路的终点是福斯公路大桥以北约3（1.9英里）的海军总部枢纽（Admiralty Junction），接线公路以双车道形式跨越既有桥梁并通过M9匝道汇入M9公路。

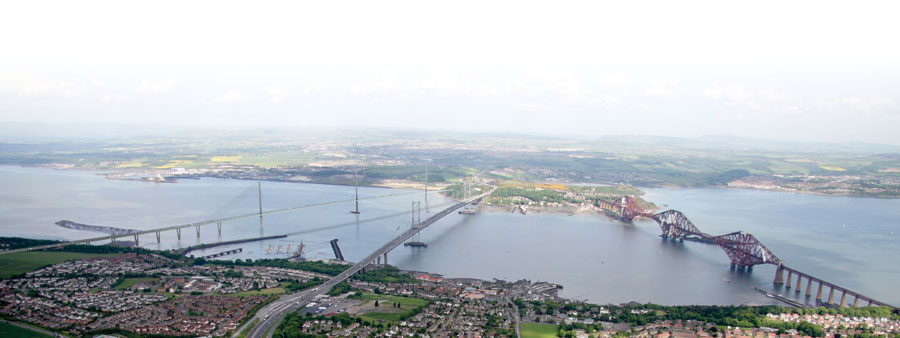
昆斯费里大桥（左）与福斯公路大桥（中）、福斯桥（右）的效果图

## 考古发现
昆斯费里大桥前期工程的例行考古发掘期间，在福斯湾南岸发现了一处石器时代的居所遗址，该居所围绕着一个长约7（23英尺）的椭圆形坑，历史可追溯到公元前8240年，这使其成为苏格兰已知最早的居所。